# José Velazco
José Velazco fue un político peruano. 
Fue elegido diputado por la provincia de Chumbivilcas en el congreso reunido en Arequipa en 1883 por el presidente Lizardo Montero luego de la derrota peruana en la guerra con Chile.